# Белінков Аркадій Вікторович
Аркадій Вікторович Белінко́в (29 вересня 1921, Москва — 14 травня 1970, Нью-Гейвен) —  літературознавець, історик літератури, критик, письменник-дисидент, в'язень ГУЛАГу, емігрант. У США — викладач (зокрема, Єльського університету).

## Біографія
Народився в родині радянського економіста, працівника Генплану і Наркомлегпрому Віктора Лазаревича та Мірри Наумівни — педагога, працівниці Наукового центру дитячої книги, керівниці шахового гуртка Московського будинку піонерів. Рід Белінкових походив з гомельських юдеїв.
Через вроджені вади серця до 15 років навчався вдома. Домашня освіта й виховання сформували у Аркадія Вікторовича інтерес до російської літератури, літературної критики та його самоідентифікацію світського російського інтелігента.
У 1939 році вступив до Московського інституту філософії, літератури та історії, а після об'єднання цього вишу з МГУ, продовжив навчання на відділенні прози в Московському літературному інституті. Учень В. Б. Шкловського. З початком німецько-радянської війни працював редактором Радінформбюро, кореспондентом, брав участь у комісії з оцінки збитків заподіяних історичним пам'яткам нацистськими військами.
Внаслідок доносу 29—30 січня 1944 року був заарештований та після слідства засуджений до розстрілу за роман «Чернетка почуттів» (рос. Черновик чувств). Твір був кваліфікований як глибоко антирадянський, друковані примірники знищені, всі 250 слухачів приватних читань твору пройшли через допити в НКВС. На щастя, за клопотаннями Шкловського, О. М. Толстого, Михайла Зощенка та Поліни Жемчужиної (дружини В'ячеслава Молотова) вирок був пом'якшений: 8 років виправно-трудових робіт у Карлагу.
Під час перебування в таборах Аркадій Вікторович працював медбратом, фельдшером, як режисер й актор брав участь у самодіяльному театрі. Потай продовжував писати антирадянські памфлети («Россия и Черт», «Человечье мясо», «Роль труда [в процессе превращения человека в обезъяну]»). Коли рукописи були знайдені (внаслідок доносу), в серпні 1951 року був засуджений іще на 25 років за контрреволюційну пропаганду та заклики до терористичних дій. Його перебування як в'язня № 1Б-860 в таборі Долинка, в Спаську, на Бородинівці згадується різними авторами: Солженіциним в «Архіпелазі ГУЛАГ», Левом Консоном, Юрієм Гертом
З настанням хрущовської відлиги, 16 червня 1956 року був амністований та звільнений. Повернувся в Москву, викладав у Літінституті та почав друкуватися. З 1961 член спілки письменників СРСР, брав участь у створенні Короткої літературної енциклопедії: автор 14 статей до неї, зокрема про Федора Батюшкова, Олександра Бестужева, Миколу Бестужева, Олександра Блока та ін. Продовжував співпрацю з редакцією енциклопедії до 1968.
У 1960 та 1965 вийшли два видання книги «Юрій Тинянов» написаної Белінковим. Книга викликала схвальні відгуки та інтерес читачів, на 1968 планувалося третє видання. Брав участь у знаковому публічному обговоренні книги Солженіцина «Раковий корпус». Готував до друку в журналі Театр статтю «Країна рабів, країна господарів…» (рос. Страна рабов, страна господ…) присвячену декабристам. Дедалі частіше твори Аркадія Вікторовича, наштовхнувшись на цензурні обмеження, потрапляли у живий вир самвидаву.

Працюючи над новою біографічно-літературознавчою книгою про Юрія Олешу, Белінков дедалі менше залишав місця самоцензурі. Ця книга видана вже після смерті її автора мала заголовок «Здача та загибель радянського інтелігента». В ній, крім інвектив до радянського народу і влади, за спостереженням В. Гаєвського, Аркадій Белінков і свого героя звинувачує у зраді кодексу честі руського інтелігента: 
говорити правду, не боятися наслідків, не сумніватися в своєму праві бути самим собою //

рос. …кодекс чести русского интеллигента, сводившийся к незыблемым императивам: говорить правду, не бояться последствий, не сомневаться в своем праве быть этим самым русским интеллигентом.
 Сам Аркадій Вікторович не збирався схибити в цьому кодексові честі, попри добре відому йому ціну. Спроба надрукувати перші глави «Юрія Олеші» в провінційному журналі, хоч і була вдалою («Байкал», № 1–2, 1968, Улан-Уде), призвела до розгону редколегії журналу, вилученню з обігу примірників, початку цькування в радянській пресі.
Навесні 1968, дізнавшись про обшук у московській квартирі та ймовірний арешт, Белінков разом із дружиною Наталею втік під час перебування в Угорщині через Прагу та Югославію в Західну Європу. Карні органи СРСР відкрили справу за статтею 64 КК РРФСР — «зрада Батьківщини». В разі визнання вини за цією статтею, підсудному загрожувало від 10 до 15 років ув'язнення, а в разі визнання обтяжуючих обставин — смертна кара.
Після нетривалого перебування в Європі, Аркадій Вікторович перетнув океан. У Штатах зустрічався з багатьма представниками старої та нової еміграції (зокрема, Розмарі Саліван у книзі «Донька Сталіна» наводить листування та спогад про зустріч Белінкових зі Світланою Аллілуєвою). Долучився до ПЕН-клубу, почав викладання в Єлі та Університеті Індіани. Готував до видання омріяний іще в Москві альманах «Новый колокол». Однак непримиренна ненависть до самодержавства не дозволила побудувати стосунків із емігрантами-прихильниками старої Російської Імперії, принципове неприйняття радянського ладу зіпсувала стосунки з по-лівацьки налаштованим студентством, частиною професури й американськими совєтологами. Своє розчарування від американської ліберальної громадськості виразив у «Листі конгресові ПЕН-клубу» (рос. Письмо конгрессу ПЕН-клуба).
Помер від інфаркту в 49 років. Частину планів Аркадія Вікторовича реалізувала його вдова, Наталія: видання «Нового колокола» (Лондон, 1972), видання книги «Здача й загибель радянського інтелігента. Юрій Олеша» (рос. Сдача и гибель советского интеллигента. Юрий Олеша, Мадрид, 1976), завершення роботи над книгою споминів «Чвари з епохою: У два голоси» (рос. Распря с веком: В два голоса).
Наталія Белінкова-Яблокова лише в 1995 році домоглася від ФСБ Росії матеріалів трьох проваджень (1944, 1951, 1968) за «злочинами» Аркадія Вікторовича. Крім стенограм допитів, серед матеріалів віднайшлися ранні твори письменника, в тому числі «Чернетка почуттів» — перша його книга, що вважалася повністю втраченою.

## Характеристика творчості
Інтерес до російської класичної літератури та до літературознавства виник у Аркадія Вікторовича в дитинстві й отроцтві, завдяки родинному вихованню та домашній освіті. Серед улюблених авторів і таких, що справили вплив, згадують В. Б. Шкловського, Ю. Г. Оксмана та Ю. М. Тинянова, І. Л. Сельвінського та Г. А. Шенгелі.
Перший відомий і значимий твір — «Чернетка почуттів» — був частиною розробленої Белінковим у роки навчання в Літінституті теорії «необароко». В спогадах Аркадій Вікторович зазначає з іронією, що поданий як дипломна робота роман був критично сприйнятий В. Шкловським, керівником диплому, який погодився підписати роботу лише за умови, що Белінков ніколи більше не братиметься за створення художніх творів. Подібну оцінку від Іллі Сельвінського отримали його юнацькі вірші чахлі та сповнені отрути. Надалі чи не єдиними читачами ранніх творів автора стали працівники НКВС та судової влади, даючи їм характеристики антирадянщина, контрреволюційна пропаганда. Після амністії Белінков писав історико-літературознавчі та біографічні праці.

Найбільшим успіхом за життя автора користувалась книга про Юрія Тинянова. В ній досить гостро поставлена тема протистояння інтелігента тоталітарній державі. Свіжість думок і яскравість, образність мови визначили успіх книги, що витримала два видання, отримала схвальні відгуки критики. Наприклад, рецензія В. Шкловського з заголовком «Талановито» завершувалася словами: 
Я багато чого очікую від цієї людини //
 рос. Я жду от этого человека многого (Літературна газета, 8 квітня 1961).
В другому виданні, а ще більше в третьому — не опублікованому за його життя — езопова мова поступається гострим випадам проти радянського режиму слабко прихованим історичними контекстами розповіді. Наприклад, цитата з третього видання:
Росія та її народ приречені на деспотичне самодержавство, що протягом всієї історії змінює лише форми правління та назву //
 рос. Россия и её народ обречены на деспотическое самодержавие, во всю историю лишь меняющее формы правления и название.
Дедалі більша розкутість пера Аркадія Вікторовича супроводжувалося згасанням надій на лібералізацію радянського устрою, випаровуванням здобутків відлиги. Однак він не шукав компромісів і дотримувався кредо: казати правду, не боятися наслідків, не сумніватися в своєму праві бути самим собою.
Остання публікація в СРСР, початкові глави книги про Юрія Олешу, виходила з передмовою Корнея Чуковського:
В багато наших критиків і літературознавців твори виходять зараз молоді, свіжі, гарячі… Особливо виділяється своєрідним талантом Аркадій Белінков, автор відомої книги «Юрій Тинянов»… Його оригінальна письменницька метода, в якій сувора науковість поєднується з блискучим артистизмом, проявилася і в його новій книзі присвяченій Юрієві Олеші //

рос. Многие наши критики и литературоведы пишут сейчас молодо, свежо, горячо… особенно выделяется своеобразным талантом Аркадий Викторович Белинков, автор известной книги «Юрий Тынянов»… Его оригинальный писательский метод, где строгая научность сочетается с блестящим артистизмом, сказался и в новой его книге, посвященной Юрию Олеше.
В цій книзі, до вже згаданого протиставлення інтелігенції та держави, Белінков розмірковує над болючою для нього темою причин антисемітизму в радянському суспільстві. За висновком Белінкова, причиною стала активна роль єврейства в більшовицькому перевороті, що не виправдав визвольних сподівань народу. Також у цій книзі автор потужно критикує радянську літературну спільноту, що виховувала в радянській публіці зарозумілість і безпідставне відчуття зверхності, в той же час дедалі більше перетворюючи її на холопів державної пропаганди. Звертаючись до читачів:
 Вы, наверное, думаете, что я чем-то раздражен, не правда ли?
 Это все у вас от неожиданности. Вы ведь привыкли, чтобы писатель прямо-таки знойно любил вас.
 Вы привыкли к тому, что вы замечательные, а кто вас описывает, должен считать за честь, что вы позволяете, чтобы вас описывали.

Описываю вас.
 Знаю я вас.
 Я знаю, как вас десятилетиями развращали. Вам говорили, какие вы необыкновенные, чуткие, доброжелательные, взыскательные, добрые, строгие и чем больше вы становились холопами чужого мнения и чужой воли, тем больше вы утверждались в своих незабываемых добродетелях…

Зачіпаючи найбільш болючі питання російської історіографії, і, водночас, екстраполюючи їх на гострі питання свого часу (закінчення відлиги), Белінкову деякий час вдавалося публікувати немислимі в умовах цензури тексти. На думку Маріети Чудаковської: 
Ніхто, по суті, з тих, хто пише про літературу, не зробив такого прориву, як Белінков //
 рос. Никто, в сущности, из пишущих о литературе не сделал такого прорыва, как Белинков.

## Цікавинки
- Тринадцять років таборів дозволили Белінкову — дослідникові, уважному поціновувачу мов — досконало оволодіти блатною фенею. Ці знання не лише збагачували стилістичну палітру його письменницької мови[7], але й виручали в анекдотичних випадках у побуті[8]
- В травні 1968 Аркадій Белінков тікає з дружиною в Західну Європу, згодом у США. В цей же час у Москві верстався п'ятий том Літературної енциклопедії, де мала вийти його стаття присвячена Ю. Оксману. Однак вона не могла бути надрукована від імені зрадника Вітчизни. Завдяки посередництву голландського журналіста, славіста Карела ван Хет Реве, Белінков дізнався, що заступник головного редактора Короткої літературної енциклопедії Василь Вікторович Жданов пустив у друк статтю підписаною прізвищем його, Жданова, кухарки[1].